# Хромалин
Хромалин, односно хромалински отисак је пробни отисак који се прави пре поступка штампања. Он се користи као помоћно средство при одобравању првих штампаних табака, јер убрзава, поједностављује и скраћује време потребно за реализацију.
Хромалин је специјалан папир са емулзијом на који се путем светлости, кроз постојећи филм изазива цртеж. Уколико штампа захтева пун колор (четири боје), овај поступак се понавља четири пута. Поступак стварања хромалинског отиска подразумева да се боја наноси у облику праха, а затим се запече да би се фиксирала за подлогу. Завршна фаза је заштита хромалина фолијом.
Због мануелне израде хромалина, боје у праху и заштитне фолије, хромалин никада у бојама није у потпуности веран одштампаном табаку. Он више служи за контролу пасера за боје и контролу текста на графичком производу који се штампа.